# Maurice Blomme
Maurice Blomme (Oostnieuwkerke, 29 ottobre 1926 – Roeselare, 11 ottobre 1980) è stato un ciclista su strada e pistard belga.
Professionista tra il 1949 ed il 1961, conta la vittoria di una tappa al Tour de France.

## Carriera
Da dilettante partecipò ai giochi olimpici di Londra 1948 nell'inseguimento a squadre. Passò professionista nel 1949, conquistando nella prima stagione tre tappe al Giro del Marocco ed il Grote Prijs Stad Zottegem. Nel 1950 si impose nell'Omloop der Drie Provincien, nell'Omloop van het Houtland, in una tappa del Tour de France, nel Grote Prijs Stad Zottegem, nel Kampioenschap van Vlaanderen e nel Grand Prix des Nations. Il 1951 lo vide trionfare alla Bruxelles-Ingooigem e nel Grote Prijs Stad Zottegem. Nel 1953 vinse una tappa al Tour de Luxembourg, nel 1954 l'Omloop van het Houtland, il Grote Prijs Stad Vilvoorde, l'Omloop der Vlaamse Ardennen - Ichtegem e l'Omloop Mandel-Leie-Schelde. Nel 1955 vinse il Circuit de l'Ouest de la Belgique à Mons, ultima vittoria di rilievo prima del ritiro nel 1961. Partecipò a due edizioni del Tour de France.

## Palmarès
- 1947 (Dilettanti, una vittoria)

Campionati belgi, prova in linea militari
- 1949 (Bertin e Bianchi, quattro vittorie)

1ª tappa Giro del Marocco
9ª tappa Giro del Marocco
13ª tappa Giro del Marocco
Grote Prijs Stad Zottegem
- 1950 (Bertin e Total, sette vittorie)

Omloop der drie Provincien
Omloop van het Houtland
Omloop van de Westkust-De Panne
12ª tappa Tour de France (Saint-Gaudens > Perpignano)
Grote Prijs Stad Zottegem
Kampioenschap van Vlaanderen
Grand Prix des Nations
- 1951 (Bertin e Thompson, tre vittorie)

1ª tappa Paris-Saint-Étienne
Bruxelles-Ingooigem
Grote Prijs Stad Zottegem
- 1953 (Bertin, una vittoria)

4ª tappa, 2ª semitappa Tour de Luxembourg (Lussemburgo > Esch-sur-Alzette)
- 1954 (Bertin e Sercu, quattro vittorie)

Omloop van het Houtland
Grote Prijs Stad Vilvoorde
Omloop der Vlaamse Ardennen - Ichtegem
Omloop Mandel-Leie-Schelde
- 1955 (Bertin, due vittorie)

2ª tappa Circuit de l'Ouest de la Belgique à Mons (Mons > Mons)
Classifica generale Circuit de l'Ouest de la Belgique à Mons

### Altri successi
- 1949

Criterium di Aaigem
Criterium di Staden
Criterium di Ooigem
- 1950

Criterium di Handzame
Criterium di Houtem-Vilvoorde
Criterium di Retie
Criterium di Roeselare
- 1951

Criterium di Anzegem
Criterium di Ardooie
Criterium di Auzin
Criterium di Berlaimont
Criterium di Boezinge
Criterium di Hautcharage
Criterium di Hooglede
Criterium di Houtem-Vilvoorde
Criterium di Komen
Criterium Stad Kortrijk
Criterium di Sint-Andries
Criterium di Wingene
- 1952

Criterium di Berlare
Criterium di Eke
Criterium dell'Hainaut
Criterium di Kruishoutem
Criterium di Hooglede
Criterium di Soignies
Criterium di Zingem
- 1953

Aalter-Bruxelles-Aalter
Criterium di Houthulst
Criterium di Stene
- 1954

Criterium di Lessines
- 1955

Criterium di Aarschot
Criterium di Douai
Criterium di Kachtem
Criterium di Ostenda
- 1956

Criterium di Oostrozebeke
Criterium di Soignies
- 1957

Criterium di Tielt

## Piazzamenti

### Grandi Giri
- Tour de France

1950: ritirato (16ª tappa)
1952: ritirato (6ª tappa)

### Classiche monumento
- Parigi-Roubaix

1949: 84º
1950: 23º
1951: 21º
1952: 11º
1953: 10º
1954: 45º
1955: 22º
- Liegi-Bastogne-Liegi

1952: 40º
1953: 24º
- Giro di Lombardia

1949: 42º

### Competizioni mondiali
- Giochi olimpici

Londra 1948 - Inseguimento a squadre: eliminato ai quarti